# Glasur (Keramik)

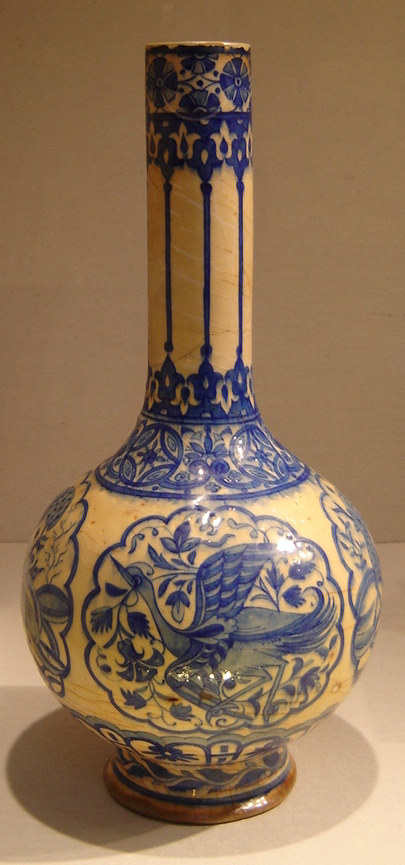
Glasierte Vase

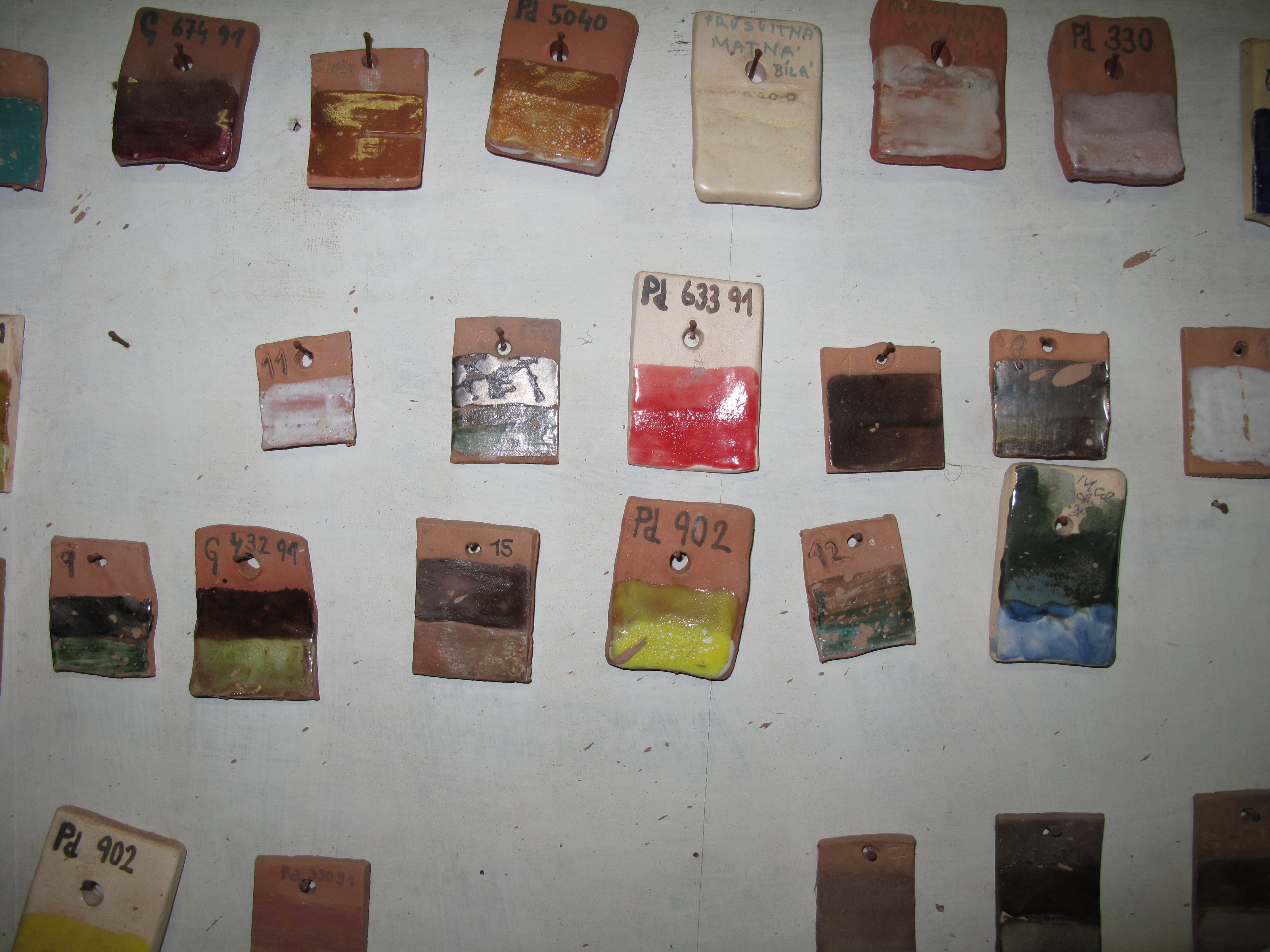
Verschiedene Glasuren

Die Glasur dient der Oberflächenveredelung von Keramikprodukten wie Steingut, Steinzeug und Porzellan und ist im Gegensatz zum kristallinen porösen Grundstoff eine glasartige, geschlossene Oberflächenschicht.
Sie diente seit den Anfängen der Töpferei hauptsächlich dazu, die porösen Scherben mit einem wasserundurchlässigen Überzug zu versehen.
So konnten auch bei niedriger Brenn-Temperatur Artikel hergestellt werden, die zur Aufbewahrung von Lebensmitteln und Getränken geeignet sind.
Die in der Asche des beim Brand eingesetzten Holzes enthaltenen Mineralstoffe wie Calcium-, Kaliumcarbonat und teilweise Siliziumdioxid bilden eine Glasur auf dem Scherben aus, die durch Auswahl verschiedener Pflanzen und Anordnung auf dem Brenngut als Ascheglasur gezielt eingesetzt werden kann.

## Zweck
Ab einer Brenntemperatur von 1250 °C sind Steinzeuge vom Scherben dicht gebrannt. Porzellan wird bei Temperaturen bis 1400 °C dichtgebrannt. Es ergeben sich interkristalline glasartige Phasen, die eine geschlossene Porosität und gegebenenfalls eine Selbstglasur liefern. Die Oberfläche ist jedoch oft rau und besitzt die Farbe des entsprechenden Grundstoffes. Die Glasur erfolgt durch zusätzliche Stoffe, mit denen eine harte geschlossene Oberflächenschicht sowie verschiedene Farben erzeugt werden können. Die Bestandteile der Glasur bilden untereinander und mit dem Grundstoff eine Glas-Schicht aus einer Mischung aus verschiedenen Oxiden.
Glasuren werden zur Verbesserung der ästhetischen Wirkung (Farb- und Effektglasuren) aufgetragen oder dienen der Verbesserung von mechanischen und elektrischen Eigenschaften.
Bei Geschirren verringert die Glasur die Oberflächen-Rauheit und macht sie so leichter zu reinigen. Durch die zusätzliche Erhöhung der Ritzhärte entstehen weniger Kratzer, was die Gebrauchseigenschaften ebenfalls verbessert.
Hochspannungsisolatoren aus Elektroporzellan werden glasiert, um wie bei ESG-Glas durch eine immanente Druckspannung die Festigkeit des Isolators zu erhöhen. Gleichzeitig wird dabei auch eine geeignete chemische Zusammensetzung der Oberfläche erreicht, die durch die Verringerung der Leitfähigkeit (keine Wasseraufnahme) den Kriechstrom reduziert. Die verringerte Rauheit beugt gleichzeitig einer schnelleren Verschmutzung vor.

## Zusammensetzung
Chemisch bestehen Glasuren (wie andere Gläser auch) aus einem Gemisch von Mineralmehlen. Gelegentlich sind auch Metalle wie Blei oder Gold als bestimmende Elemente beigemischt.

Keramikvase mit Goldglasur von Wolfgang Trust

### Minerale
Die Minerale sind zum einen die Netzwerkbildner wie Kieselsäure (in Form von Quarzmehl), Fluxe oder Schmelzpunkterniedriger wie Alkali- und Erdalkalioxide, meist Natrium- und Calciumoxid, die häufig in Form von Feldspat oder Kreide zugesetzt werden, oder Bor- und Bleiverbindungen, die häufig als Fritten verwendet werden, sowie Aluminiumoxid als Konsistenzgeber und Viskositätserhöher.
Bleiglasuren sind besonders beständig gegenüber Korrosion, wohingegen die niedrigschmelzenden Bestandteile Natrium und Kalium leichter herausgelöst werden.
Bei der seit dem Spätmittelalter bekannten Salzglasur wird Steinsalz (Natriumchlorid) in das Feuer gegeben, dessen Rauchgase das Brenngut umströmen. Das bei hoher Temperatur freiwerdende Natriumoxid verschmilzt mit der Oberfläche des Scherbens, so dass sich eine Glasschicht bildet. Das Besondere daran ist, dass es keinerlei Trennschicht zwischen Scherben und Glasurschicht gibt, sondern eine relativ breite Zwischenschicht. Es entsteht ein allmählicher Übergang von Scherben zur Glasur, und damit keine Gefahr des Abplatzens.

### Farben
Je höher die Brenntemperatur und die erreichbare Beständigkeit, desto eingeschränkter ist die Farbpalette. Während die Farbe Weiß durch Dispersion des Lichts (u. a. bei Zugabe von Zinnoxid oder Zirkoniumoxid) entsteht, lassen sich andere Farben nur durch Zugeben färbender Metalloxide erreichen. Bekannt ist die blaue Cobaltglasur. Grün entsteht durch Chromoxid, Brauntöne durch Mangan oder das oft bereits enthaltene Eisen. Unter reduzierender Brennatmosphäre führt ein Eisenanteil zu graublauen Farbtönen.
Niedriggebrannte bunte Keramikglasuren enthalten oft noch lösliche Bestandteile, die beim Gebrauch so viel Substanz abgeben, dass sie noch giftig sind. Häufig gilt dies für Ziergegenstände mit aufgebrachten Engoben, die nicht völlig „verglast“ sind und gegenüber Glasuren eher kristallin und in der Oberfläche auch weniger geschlossen sind.
Porzellangegenstände, die bei 1450 °C glattgebrannt sind, gelten dagegen als unbedenklich – auch wenn sie an sich giftige Farbsubstanzen enthalten. Hier sind die Schwermetalle in den Silikaten fest verglast und damit gebunden.
Die Bemalung von Porzellan und Fayence kann als Unterglasurmalerei mit Scharffeuerfarben bei hoher Temperatur, oder mit temperaturempfindlichen Aufglasurfarben bei reduzierter Hitze auf die glasierte Ware erfolgen.

## Technik

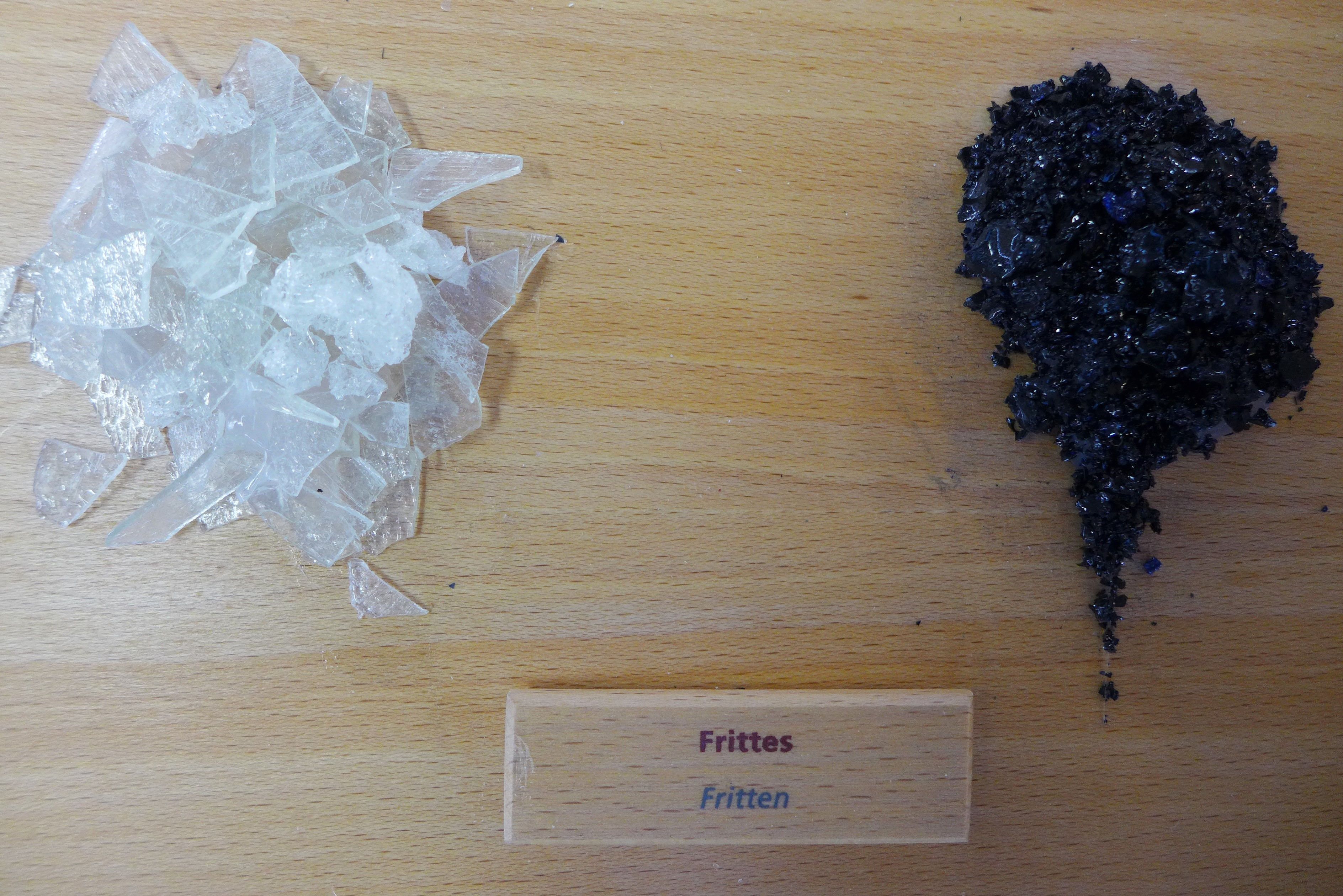
Fritten für die Keramikglasur

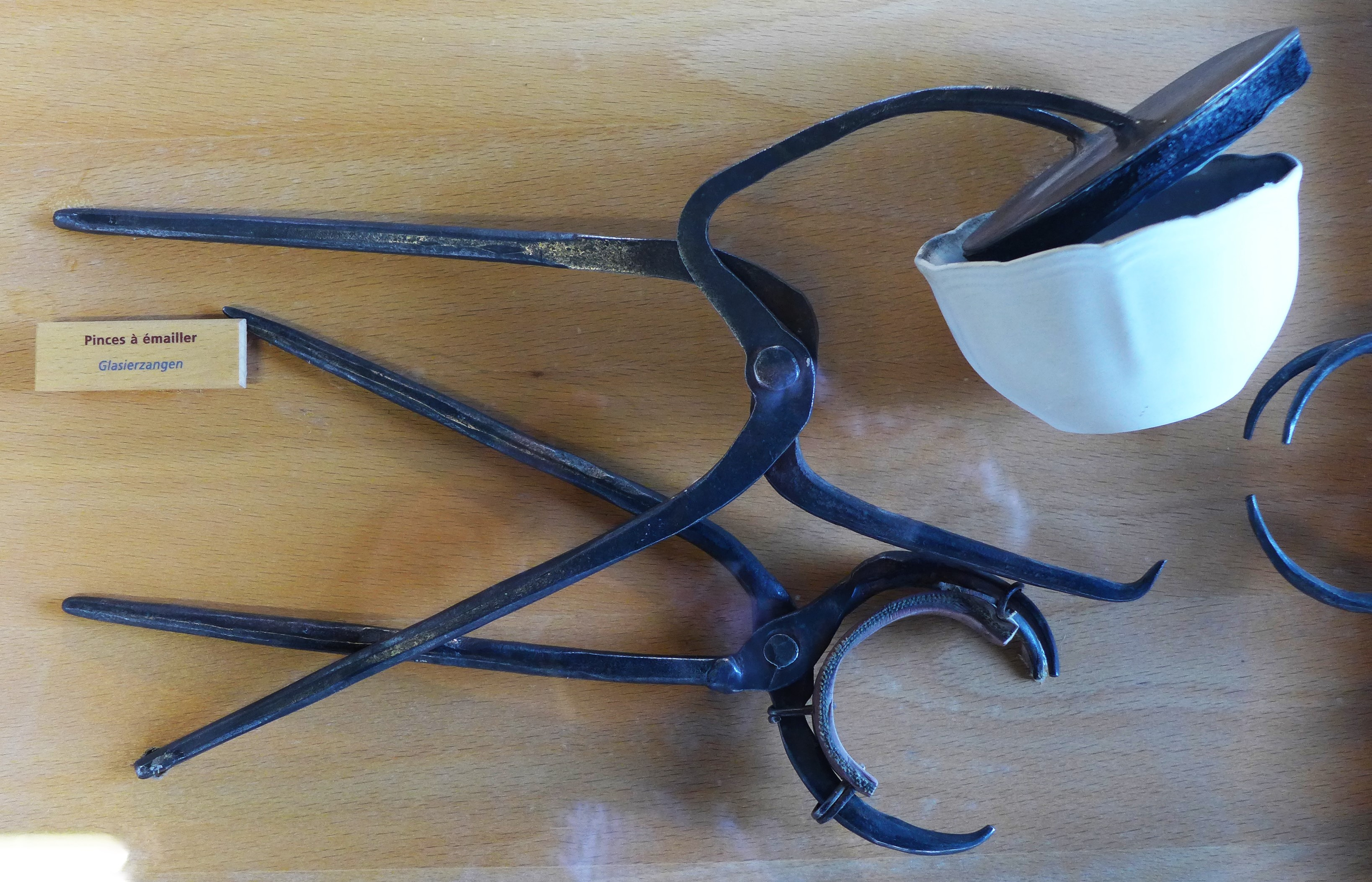
Glasurzangen zum Behandeln der noch unglasierten Keramikteile

Die grüne (ungebrannte) Keramik wird unter anderem bei der Porzellanherstellung zunächst einem Schrühbrand unterzogen. Die Brenntemperatur ist niedriger, nicht so hoch wie beim Glattbrand nach Aufbringen der Glasurbestandteile. Nach dem Schrühen wird die Keramik mit Suspensionen der Glasurbestandteile in Wasser (Fritten, in Wasser gelöstes Pulver) begossen, getaucht oder bepinselt. Dabei bleiben Auflageflächen frei, um ein Verschmelzen mit den Ofen-Einbauten zu verhindern.
Beim Glattbrand schmilzt die Glasur und ihre Bestandteile vereinigen sich miteinander und mit dem Scherben. Es bilden sich glasige Mischoxide.
Ist der Ausdehnungskoeffizient der Glasurschicht größer als der des Grundmaterials, können sich Risse bilden. Diese Risse werden mitunter als Gestaltungselement anerkannt und genutzt (Craquelé). Im umgekehrten Fall, dass die Spannung der Glasurschicht höher ist, also die Glasurschicht unter permanenter Druckspannung steht, wird die Festigkeit erhöht, was ebenfalls je nach Einsatzzweck gewollt sein kann.